# Wiek niewinności (film)
Wiek niewinności (ang. The Age of Innocence) – amerykański melodramat filmowy z 1993 roku w reżyserii Martina Scorsese, nakręcony na podstawie powieści Edith Wharton.

## Obsada
- Daniel Day-Lewis − Newland Archer
- Michelle Pfeiffer − Hrabina Ellen Olenska
- Winona Ryder − May Welland
- Joanne Woodward − Narratorka (głos)
- Alexis Smith − Louisa van der Luyden
- Geraldine Chaplin − Pani Welland
- Mary Beth Hurt − Regina Beaufort
- Alec McCowen − Sillerton Jackson
- Richard E. Grant − Larry Lefferts
- Miriam Margolyes − Babcia Mingott
- Robert Sean Leonard − Ted Archer
- Siân Phillips − Pani Archer
- Jonathan Pryce − Rivière
- Michael Gough − Henry van der Luyden
- Stuart Wilson − Julius Beaufort

## Nagrody i nominacje
Oscary za rok 1993
- Najlepsze kostiumy - Gabriella Pescucci
- Najlepszy scenariusz adaptowany - Jay Cocks, Martin Scorsese (nominacja)
- Najlepsza scenografia i dekoracje wnętrz - Dante Ferretti, Robert J. Franco (nominacja)
- Najlepsza muzyka - Elmer Bernstein (nominacja)
- Najlepsza aktorka drugoplanowa - Winona Ryder (nominacja)

Złote Globy 1993
- Najlepsza aktorka drugoplanowa - Winona Ryder
- Najlepszy dramat (nominacja)
- Najlepsza reżyseria - Martin Scorsese (nominacja)
- Najlepsza aktorka dramatyczna - Michelle Pfeiffer (nominacja)

Nagrody BAFTA 1993
- Najlepsza aktorka drugoplanowa - Miriam Margolyes
- Najlepsze zdjęcia - Michael Ballhaus (nominacja)
- Najlepsza scenografia - Dante Ferretti (nominacja)
- Najlepsza aktorka drugoplanowa - Winona Ryder (nominacja)